# Courtnall Skosan
Courtnall Douglas Skosan (geboren am 24. Juli 1991 in Kapstadt) ist ein südafrikanischer Rugby-Union-Spieler, der für die Stormers in der United Rugby Championship spielt. Seine Spielposition ist Außendreiviertel (Winger).

## Karriere

### Vereinskarriere
Er spielte für die Blue Bulls in der U19- und U21-Auswahl und wurde in das südafrikanische U20-Team für die IRB-Junioren-Weltmeisterschaft 2011 berufen. Skosan schaffte den Sprung in die A-Mannschaft und gab sein Debüt für die Blue Bulls im Vodacom Cup 2011 gegen die Sharks XV.
Er blieb bis zum Ende der Saison 2013 bei den Blue Bulls und kam dabei auf zwölf Einsätze. Zur Saison 2014 wechselte er zu den Golden Lions. Außerdem spielte er für die UP Tuks in deren siegreichen Varsity Cup-Teilnahmen 2012 und 2013. Im August 2021 unterschrieb er einen Vertrag beim Premiership-Klub Northampton Saints. Am Ende der Saison 2022/2023 gab Skosan bekannt, dass er die Saints verlassen wird, um für den südafrikanischen Verein Stormers zu spielen.

### Nationalmannschaft
2016 wurde Skosan in die südafrikanische A-Mannschaft (Junior Springboks) berufen, die eine Serie von zwei Spielen gegen die Saxons aus England bestritt. Er stand im ersten Spiel in Bloemfontein in der Startformation, das Spiel endete mit einer 32:24-Niederlage. Auch im zweiten Spiel der Serie, einer 26:29-Niederlage gegen die Saxons in George, stand er in der Startformation.
Im Jahr 2017 wurde Skosan in die südafrikanische Nationalmannschaft berufen, die eine 3-Spiele-Serie gegen Frankreich bestritt. Im ersten Spiel stand er in der Startelf und erhielt einen Strafversuch, nachdem ein französischer Spieler ihn an der Mallinie unerlaubt zurückgehalten hatte. Seinen ersten Versuch in einem Testspiel erzielte er am 19. August 2017 im Testspiel der Rugby Championship zwischen Südafrika und Argentinien.